# Нови Сип
Нови Сип је насеље у Србији у општини Кладово у Борском округу. Према попису из 2022. у насељу је било 588 становника (према попису из 2011. било је 767 становника, према попису из 2002. било је 909 становника).

## Демографија
Према последњем попису из 2022. године у насељу је живело 588 становника што је за 179 мање у односу на 2011. када је на попису било 767 становника. У насељу живи 514 пунолетних становника, а просечна старост становништва износи 48,92 година (46,31 код мушкараца и 51,42 код жена).
Према подацима пописа из 2022. у насељу има 250 домаћинства, а просечан број чланова по домаћинству је 2,35. а према истом попису у насељу има 442 стамбених јединица од којих је 276 насељених.
Ово насеље је великим делом насељено Србима (према попису из 2002. године).
|  |

| Демографија | Демографија | Демографија |
| Година      | Становника  | Становника  |
| ----------- | ----------- | ----------- |
| 1948.       | 682         |             |
| 1953.       | 746         |             |
| 1961.       | 625         |             |
| 1971.       | 1.646       |             |
| 1981.       | 956         |             |
| 1991.       | 812         | 806         |
| 2002.       | 909         | 930         |
| 2011.       | 767         |             |
| 2022.       | 588         |             |

| Етнички састав према попису из 2002.‍ | Етнички састав према попису из 2002.‍ | Етнички састав према попису из 2002.‍ | Етнички састав према попису из 2002.‍ | Етнички састав према попису из 2002.‍ |
| ------------------------------------ | ------------------------------------ | ------------------------------------ | ------------------------------------ | ------------------------------------ |
|                                      |                                      |                                      |                                      |                                      |
| Срби                                 | Срби                                 |                                      | 880                                  | 96,80%                               |
| Румуни                               | Румуни                               |                                      | 6                                    | 0,66%                                |
| Хрвати                               | Хрвати                               |                                      | 5                                    | 0,55%                                |
| Власи                                | Власи                                |                                      | 5                                    | 0,55%                                |
| Црногорци                            | Црногорци                            |                                      | 4                                    | 0,44%                                |
| Мађари                               | Мађари                               |                                      | 1                                    | 0,11%                                |
| непознато                            | непознато                            |                                      | 4                                    | 0,44%                                |

| Година пописа     | 1948. | 1953. | 1961. | 1971. | 1981. | 1991. | 2002. |
| ----------------- | ----- | ----- | ----- | ----- | ----- | ----- | ----- |
| Број домаћинстава | 162   | 169   | 171   | 723   | 281   | 243   | 320   |

| Број чланова      | 1  | 2  | 3  | 4  | 5  | 6  | 7 | 8 | 9 | 10 и више | Просек |
| ----------------- | -- | -- | -- | -- | -- | -- | - | - | - | --------- | ------ |
| Број домаћинстава | 62 | 93 | 61 | 65 | 18 | 20 | 0 | 1 | 0 | 0         | 2,84   |

| Пол    | Укупно | Неожењен/Неудата | Ожењен/Удата | Удовац/Удовица | Разведен/Разведена | Непознато |
| ------ | ------ | ---------------- | ------------ | -------------- | ------------------ | --------- |
| Мушки  | 396    | 109              | 254          | 19             | 14                 | 0         |
| Женски | 387    | 60               | 254          | 57             | 16                 | 0         |
| УКУПНО | 783    | 169              | 508          | 76             | 30                 | 0         |

| Пол    | Укупно                    | Пољопривреда, лов и шумарство | Рибарство                            | Вађење руде и камена | Прерађивачка индустрија       |
| ------ | ------------------------- | ----------------------------- | ------------------------------------ | -------------------- | ----------------------------- |
| Мушки  | 156                       | 2                             | 1                                    | 0                    | 51                            |
| Женски | 76                        | 1                             | 1                                    | 0                    | 13                            |
| УКУПНО | 232                       | 3                             | 2                                    | 0                    | 64                            |
| Пол    | Производња и снабдевање   | Грађевинарство                | Трговина                             | Хотели и ресторани   | Саобраћај, складиштење и везе |
| Мушки  | 42                        | 7                             | 12                                   | 3                    | 10                            |
| Женски | 8                         | 1                             | 17                                   | 8                    | 2                             |
| УКУПНО | 50                        | 8                             | 29                                   | 11                   | 12                            |
| Пол    | Финансијско посредовање   | Некретнине                    | Државна управа и одбрана             | Образовање           | Здравствени и социјални рад   |
| Мушки  | 0                         | 1                             | 12                                   | 2                    | 2                             |
| Женски | 1                         | 1                             | 3                                    | 3                    | 12                            |
| УКУПНО | 1                         | 2                             | 15                                   | 5                    | 14                            |
| Пол    | Остале услужне активности | Приватна домаћинства          | Екстериторијалне организације и тела | Непознато            | Непознато                     |
| Мушки  | 3                         | 0                             | 0                                    | 8                    | 8                             |
| Женски | 1                         | 0                             | 0                                    | 4                    | 4                             |
| УКУПНО | 4                         | 0                             | 0                                    | 12                   | 12                            |